# 長野師管
長野師管（ながのしかん）は、1945年2月から3月まで置かれた大日本帝国陸軍の管区である。当時日本の内地に14置かれた師管の一つで、東部軍管区に属した。長野県と新潟県にまたがり、長野連隊区と新潟連隊区に分かれた。留守第54師団が管轄した。1945年4月に長野師管区に改称した。

## 解説
長野師管は1945年1月22日制定（24日公布）の昭和20年軍令陸第1号による陸軍管区表改定で、2月11日に設置された。従来仙台師管に属していた新潟県と、金沢師管に属していた長野県を割いて、新しくできた師管である。所属する連隊区は長野連隊区と新潟連隊区で、連隊区が2つだけの師管は他に金沢師管があるだけだった。師管は防衛と、徴兵・動員といった業務の区分だが、付則によりしばらくは従前通りとされ、長野師管は名目のみの状態で発足した。
師管の管区業務を担うのは師団で、戦争中のこの時期には多くの所で留守師団に委ねられた。陸軍は同じ改定で廃止された姫路師管を管轄していた留守第54師団を長野に移し、長野師管を担当させた。
長野師管発足直前の2月9日に制定（10日公布）された昭和20年軍令陸第2号で、留守師団に管区防衛・動員を委ねる方式を廃止し、師管区を常設の師管区部隊に任せる制度が導入されることになった。この軍令にもとづき、4月1日に長野師管は長野師管区となり、留守第54師団が長野師管区部隊に転換した。

## 連隊区
- 長野連隊区 - 長野県
- 新潟連隊区 - 新潟県